# Merone
Merone là một đô thị ở tỉnh Como trong vùng Lombardia, có cự ly khoảng 35 kilômét (22 mi) về phía bắc của Milano và khoảng 13 kilômét (8 mi) về phía đông nam của Como. Tại thời điểm ngày 31 tháng 12 năm 2004, đô thị này có dân số 3.874 người và diện tích là 3,2 km².
Merone giáp các đô thị: Costa Masnaga, Erba, Eupilio, Lambrugo, Lurago d'Erba, Monguzzo, Rogeno.